# Куриленко, Ольга Константиновна
О́льга Константи́новна Куриле́нко (фр. Olga Kurylenko, укр. О́льга Костянти́нівна Куриле́нко; род. 14 ноября 1979, Бердянск, Украинская ССР, СССР) — французская киноактриса и модель.

## Биография
Родилась 14 ноября 1979 года в городе Бердянске Запорожской области, Украинская ССР. Отец — Константин, имеет украинские корни, мать — Марина Алябушева, художница, родом из Иркутской области, имеет русско-белорусские корни — прабабушка Марины была белоруской. Родители развелись вскоре после рождения дочери. Воспитывалась матерью и бабушкой. С 8 лет начала изучать английский язык, с 7 лет — игру на фортепиано. Ходила в балетную студию. Училась в школе № 16 города Бердянска.
В 15-летнем возрасте была приглашена работать в Москву в модельное агентство «Red Star». В 16 лет заключила контракт с модельным агентством «Медисон» в Париже и уехала во Францию.
В 18 лет появилась на обложках журналов Glamour, ELLE, Madame Figaro, Marie Claire и Vogue. Стала лицом компаний Lejaby, Bebe clothing, Clarins и Helena Rubinstein, моделью для брендов Roberto Cavalli и Kenzo, а её снимки были задействованы в каталоге Victoria's Secret.
В 1998 году снялась в музыкальном видео франко-алжирского исполнителя песен в стиле раи Фоделя на композицию «Tellement Je T’aime».
Первый опыт в кино — главная роль в малобюджетном эротическом фильме «Перст любви» (2005) французского режиссёра Дианы Бертран. Приобрела известность как актриса после выхода фильма «Париж, я люблю тебя» (2006), сыграв в паре с Элайджей Вудом, и в том же году снялась в фильме «Змий» с Иваном Атталем и Пьером Ришаром. В январе 2008 года была выбрана на роль «девушки Джеймса Бонда» в очередном фильме новой франшизы про агента 007 с Дэниелом Крейгом в главной роли.
В 2010 году Куриленко была занята в самом дорогом на то время китайском 3D-фильме «Глубинные империи»; в картине она играла королеву русалок. Релиз кинофильма не состоялся.

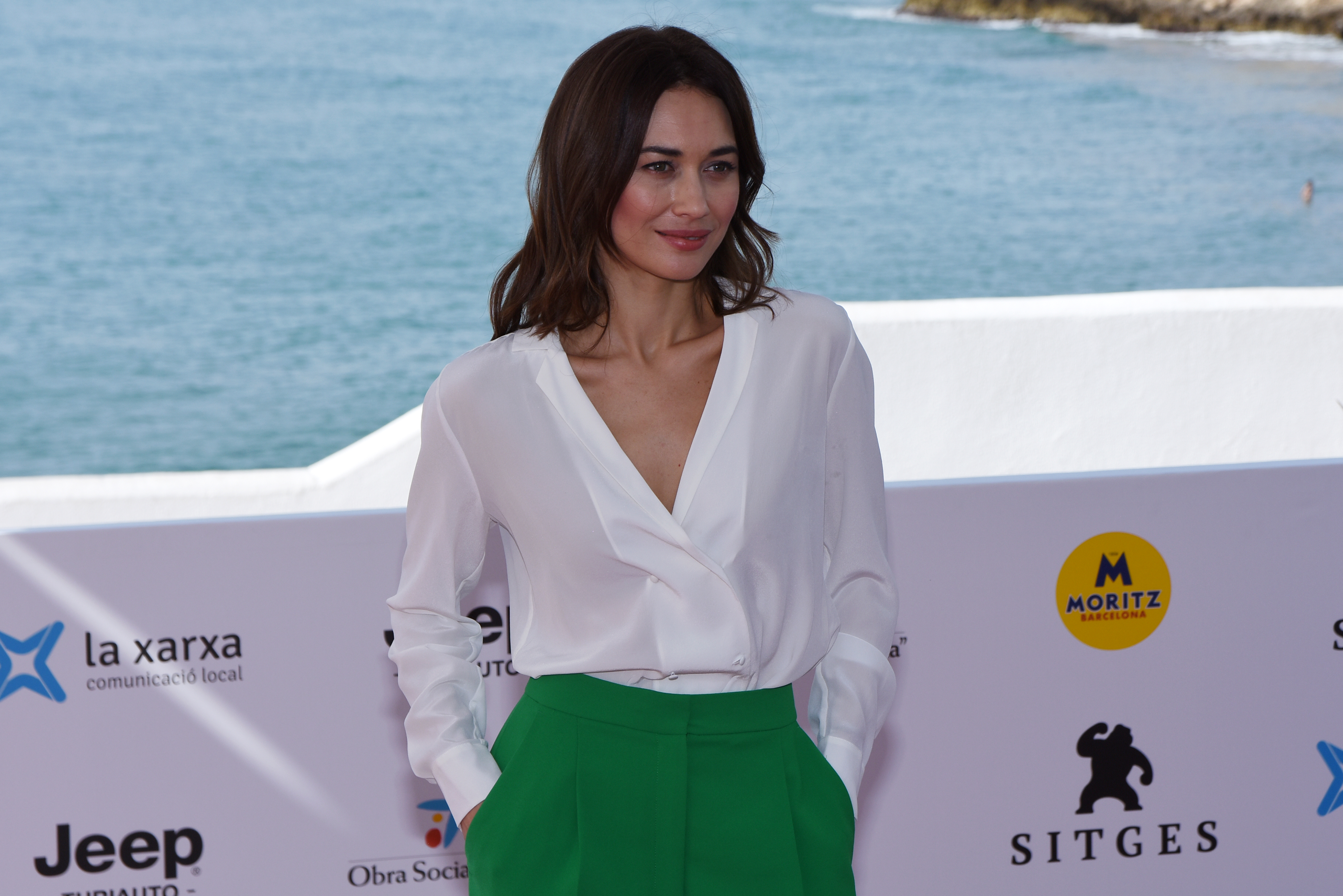
Ольга Куриленко на Кинофестивале в Сиджесе в 2019 году

В 2012 году снялась в фильмах «К чуду» Терренса Малика с участием Бена Аффлека, Рэйчел МакАдамс и Хавьера Бардема, а также «Семь психопатов» Мартина Макдоны. В 2013 году вышел фантастический фильм «Обливион» с Ольгой Куриленко и Томом Крузом в главных ролях. В 2014 году сыграла в шпионском боевике «Человек ноября» в паре с Пирсом Броснаном и в том же году исполнила главную женскую роль в исторической драме «Искатель воды», где главную мужскую роль играл Рассел Кроу. В 2017 году сыграла советскую пианистку Марию Юдину в сатирической комедии «Смерть Сталина», а в 2018 году — русскую шпионку в британском комедийном фильме «Агент Джонни Инглиш 3.0». В этом же году с её участием был снят фильм «Видок: Охотник на призраков».
В 2019 году выпущен фильм «Пятнадцать минут войны», в котором Куриленко исполнила главную роль.
В 2021 году она снялась в триллере «Часовой». В том же году снялась в роли Антонии Дрейковой в супергеройском фильме «Чёрная вдова». В октябре сыграла в комедийном фильме «Шеф под прикрытием» вместе с Доном Джонсоном.

## Личная жизнь
С 2000 по 2004 год Куриленко была замужем за фотографом Седриком ван Молем и в 2001 году получила французское гражданство.
С 2006 по 2007 год Куриленко была замужем за предпринимателем Демианом Габриэллом.
3 октября 2015 года у Куриленко и Макса Беница родился сын Александр Марк Горацио. Куриленко живёт в Лондоне с сыном Александром.
15 марта 2020 года Куриленко объявила, что у неё была диагностирована коронавирусная инфекция COVID-19.
В мае 2020 года актриса заявила, что считает себя славянкой и её тест ДНК показывает русское, польcкое и белорусское происхождение. Это заявление вызвало недовольство украинских поклонников её творчества. На следующий день после публикации поста Куриленко снова обратилась к подписчикам. Актриса уточнила, что не затрагивала в своих высказываниях политику и не говорила, что не любит украинцев или отрекается от своей родины. Также она заявила, что любит Украину.
В феврале 2022 года выступила против вторжения России на Украину.

## Фильмография

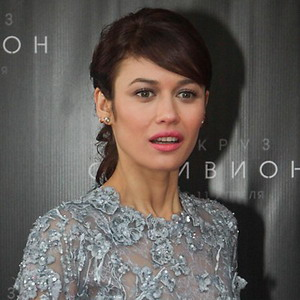
Ольга Куриленко в мае 2013 года

| Год       |    | Русское название                    | Оригинальное название          | Роль                                 |
| --------- | -- | ----------------------------------- | ------------------------------ | ------------------------------------ |
| 2001      | с  | Ларго                               | Largo Winch                    | Кароль                               |
| 2005      | ф  | Перст любви                         | L'annulaire                    | Ирис                                 |
| 2006      | ф  | Париж, я люблю тебя                 | Paris, je t'aime               | вампир                               |
| 2006      | тф | Амулет                              | Le porte-bonheur               | София                                |
| 2006      | ф  | Змий                                | Le serpent                     | София                                |
| 2007      | с  | Опасные секреты                     | Suspectes                      | Ева Пирес                            |
| 2007      | ф  | Хитмэн                              | Hitman                         | Ника Воронина                        |
| 2008      | ф  | Макс Пэйн                           | Max Payne                      | Наташа Сакс                          |
| 2008      | ф  | Квант милосердия                    | Quantum of Solace              | Камилла                              |
| 2008      | ф  | На восток от меня                   | À l'est de moi                 | русская проститутка                  |
| 2009      | ф  | Стены                               | Kirot                          | Галя                                 |
| 2010      | ф  | Центурион                           | Centurion                      | Этейн                                |
| 2010      | с  | Тирания                             | Tyranny                        | Мина Харуд                           |
| 2011      | ф  | Там обитают драконы                 | There Be Dragons               | Ильдико                              |
| 2011      | ф  | Земля забвения                      | Terre outragée                 | Аня                                  |
| 2012—2013 | с  | Волшебный город                     | Magic city                     | Вера Эванс                           |
| 2012      | ф  | Экспат                              | The Expatriate                 | Анна Брандт                          |
| 2012      | ф  | Семь психопатов                     | Seven Psychopaths              | Энджела                              |
| 2012      | ф  | К чуду                              | To the Wonder                  | Марина                               |
| 2013      | ф  | Обливион                            | Oblivion                       | Юлия Русакова                        |
| 2014      | ф  | Глубинные империи                   | Empires of the Deep            | королева русалок                     |
| 2014      | ф  | Академия вампиров                   | Vampire Academy                | Эллен Кирова                         |
| 2014      | ф  | Человек ноября                      | November Man                   | Элис                                 |
| 2014      | ф  | Искатель воды                       | The Water Diviner              | Эйше                                 |
| 2015      | ф  | Идеальный день                      | A Perfect Day                  | Катя                                 |
| 2015      | ф  | Ускорение                           | Momentum                       | Алекс Фаррадей                       |
| 2016      | ф  | Двое во вселенной                   | La corrispondenza              | Эми Райан                            |
| 2017      | ф  | Человек, который убил Дон Кихота    | The Man Who Killed Don Quixote | Джеки                                |
| 2017      | ф  | Отпетый мачо                        | Gun Shy                        | Шейла                                |
| 2017      | ф  | Смерть Сталина                      | The Death of Stalin            | Мария Юдина                          |
| 2018      | ф  | Мара. Пожиратель снов               | Mara                           | Кейт Фуллер                          |
| 2018      | ф  | Агент Джонни Инглиш 3.0             | Johnny English 3               | Офелия                               |
| 2018      | ф  | Дыши во мгле                        | Dans la brume                  | Анна                                 |
| 2018      | ф  | Видок: Охотник на призраков         | L'Empereur de Paris            | баронесса Роксана Живерни            |
| 2019      | ф  | Пятнадцать минут войны              | L'Intervention                 | Джейн Андерсен                       |
| 2019      | ф  | Комната желаний                     | The room                       | Кейт                                 |
| 2019      | ф  | Курьер                              | The Courier                    | курьер                               |
| 2019      | ф  | Переводчики                         | Les traducteurs                | Катерина Анисинова                   |
| 2020      | ф  | Залив тишины                        | The Bay of Silence             | Розалинда                            |
| 2021      | ф  | Чёрная вдова                        | Black Widow                    | Антония Дрейкова / Таскмастер        |
| 2021      | ф  | Часовой                             | Sentinelle                     | Клара                                |
| 2021      | ф  | Анатомия убийств                    | Vanishing                      | Элис                                 |
| 2022      | ф  | Белый слон                          | White Elephant                 | Ванесса Флинн                        |
| 2022      | ф  | Шеф под прикрытием                  | High Heat                      | Ана                                  |
| 2022      | ф  | Принцесса                           | The Princess                   | Мойра                                |
| 2022      | с  | Госизмена                           | Treason                        | Кара                                 |
| 2023      | ф  | Тайлер Рейк: Операция по спасению 2 | Extraction 2                   | Мия                                  |
| 2023      | ф  | Будика: Королева воинов             | Boudica                        | Будика                               |
| 2023      | ф  | Эффект парадокса                    | Paradox Effect                 | Карина                               |
| 2024      | ф  | Резидент                            | Chief of Station               | Ребекка Фергюсон / Кристина Коверски |
| 2025      | ф  | Громовержцы*                        | Thunderbolts*                  | Антония Дрейкова / Таскмастер        |

## Награды и номинации
| Награды и номинации                   | Награды и номинации | Награды и номинации          | Награды и номинации | Награды и номинации |
| Награда                               | Год                 | Категория                    | Фильм               | Итог                |
| ------------------------------------- | ------------------- | ---------------------------- | ------------------- | ------------------- |
| Brooklyn International Film Festival  | 2006                | Лучшая актриса               | Перст любви         | Награда             |
| Golden Schmoes Awards                 | 2008                | Лучшая актриса               | Квант милосердия    | Номинация           |
| Империя                               | 2009                | Лучшая актриса               | Квант милосердия    | Номинация           |
| Сатурн                                | 2009                | Лучшая актриса второго плана | Квант милосердия    | Номинация           |
| San Diego Film Critics Society Awards | 2012                | Лучший актёрский ансамбль    | Семь психопатов     | Номинация           |
| Общество кинокритиков Бостона         | 2012                | Лучший актёрский ансамбль    | Семь психопатов     | Награда             |
| Alliance of Women Film Journalists    | 2013                | Любовная линия               | Обливион            | Номинация           |